# ドミトリー・トルストイ

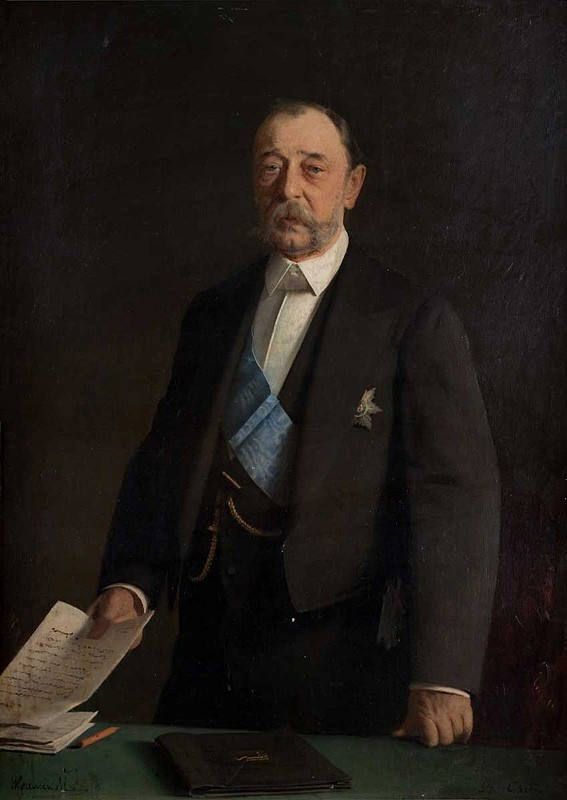
ドミトリー・トルストイ

ドミトリー・アンドレーエヴィッチ・トルストイ伯爵（ロシア語: Дми́трий Андре́евич Толсто́й, ラテン文字転写: Dmitry Andreyevich Tolstoy、1823年– 1889年5月7日（ユリウス暦4月25日））は、帝政ロシアの政治家。 ロシア帝国国家評議会議員（1866年）、教育大臣、内務大臣を歴任。トルストイ伯爵家の支流に属する。

## 生涯
1843年にツァールスコエ・セロー・リツェイ（貴族の子弟のための中等高等学校、リセ）を卒業する。1853年に海軍省に官吏として入省、その後1865年から1880年まで聖務会院のOber-prokurorを務める傍ら1866年から1880年まで国民啓蒙大臣(教育大臣)に在任。1871年の大学改革を実施したが、古典文学や就中ラテン語・ギリシャ語教育を重視し、結果として復古的教育の流行に終わった。
1882年内務大臣兼憲兵隊司令官に就任する。以後1889年に職を退くまでA・パズーヒンとともに、「反改革」(counterreforms)を主導。ロリス＝メリコフが主導したゼムストヴォや地主貴族による権力分立を否定し、中央政府官僚や官憲による統制を強めた。内務省管轄下にゼムスキー・ナチャーリク(земский начальник,地方牧民官・地方司政官)を置いて行政権と司法権を掌握すると共に、ゼムストヴォへの監督を強化し選挙権を制限。更に市議会も縮小するなど、中央集権化が進行した。また1882年には、いわゆる「臨時規則」を発布。これによって新聞・出版などの自由を大きく制限し、国民大衆の怨嗟の的となった。その一方で、ロシア社会から半ば追放状態にされていたモロカン派の信者を自らの私領内で保護するという一面も持っている。1882年トルストイ伯は、帝国サンクトペテルブルク科学アカデミー総裁に選出され、ロシア史に関する文献をいくつか著した。